# 第12回全日本女子サッカー選手権大会
第12回全日本女子サッカー選手権大会（だい12かいぜんにほんじょしさっかーせんしゅけんたいかい）は、1991年3月27日から3月31日に行われた全日本女子サッカー選手権大会。前大会同様16チームにより国立西が丘サッカー場と国立西が丘運動場での実施し、西が丘サッカー場で決勝を開催した。
前年に結成したばかりの日興證券ドリームレディースが初出場チームながら1回戦から日本女子サッカーリーグ(JLSL)参加チームを次々と降して初優勝。尾板裕子（日興證券）が最優秀選手賞を受賞し翌シーズンへのJLSL参入に花を添えた。準優勝は2年連続で鈴与清水FCラブリーレディース（←清水FCレディース）、3位は読売サッカークラブ女子・ベレーザとプリマハムFCくノ一であった。

## 成績
- 優勝：日興證券ドリームレディース
- 準優勝：鈴与清水FCラブリーレディース
- 第3位：読売サッカークラブ女子・ベレーザ、プリマハムFCくノ一

## 出場チーム

### 前回優勝
- 高槻女子フットボールクラブ

### 日本女子サッカーリーグ
（第2回JLSL成績順）
- 読売サッカークラブ女子・ベレーザ
- 鈴与清水FCラブリーレディース（←清水FCレディース）
- プリマハムFCくノ一
- 日産FCレディース
- 新光精工FCクレール
- 田崎真珠神戸FCレディース

### 北海道地域
- FC標茶レディース

### 東北地域
- 聖和学園高等学校SC

### 関東地域
- 日興證券ドリームレディース

### 北信越地域
- 苗代レディース

### 東海地域
- 清水第八スポーツクラブ

### 関西地域
- 旭国際バニーズ

### 中国地域
- 広島皆実高校FC

### 四国地域
- 太田ギャル

### 九州地域
- 飽田FCレディース

## 開催方式

### 試合規定
- 試合時間
  - 1、2回戦、準々決勝:60分（30分ハーフ）
  - 準決勝、決勝:80分（40分ハーフ）
  - 規定時間内に決しない場合はPK戦。ただし準決勝以後は20分（10分ハーフ）の延長戦を行い、決しない場合はPK戦。

### 試合会場
1回戦・準々決勝
- 国立西が丘サッカー場
- 国立西が丘運動場

準決勝・決勝
- 国立西が丘サッカー場

## 結果

### 1回戦
| 1991年3月27日 10:00 |

| 読売サッカークラブ女子・ベレーザ | 5 - 0 | 聖和学園高等学校SC |
|                                  |       |                    |

| 国立西が丘サッカー場 |

| 1991年3月27日 11:30 |

| 太田ギャル | 1 - 1 | 旭国際バニーズ |
|            |       |                |
|            | PK戦  |                |
|            | 4 - 3 |                |

| 国立西が丘サッカー場 |

| 1991年3月27日 13:00 |

| 新光精工FCクレール | 4 - 0 | FC標茶レディース |
|                    |       |                  |

| 国立西が丘運動場 |

| 1991年3月27日 14:30 |

| 日興證券ドリームレディース | 0 - 0 | 日産FCレディース |
|                            |       |                  |
|                            | PK戦  |                  |
|                            | 4 - 1 |                  |

| 国立西が丘運動場 |

| 1991年3月27日 10:00 |

| プリマハムFCくノ一 | 9 - 0 | 広島皆実高校FC |
|                    |       |                |

| 国立西が丘運動場 |

| 1991年3月27日 11:30 |

| 苗代レディース | 0 - 5 | 高槻女子フットボールクラブ |
|                |       |                            |

| 国立西が丘運動場 |

| 1991年3月27日 13:00 |

| 田崎真珠神戸FCレディース | 5 - 0 | 清水第八スポーツクラブ |
|                          |       |                        |

| 国立西が丘サッカー場 |

| 1991年3月27日 14:30 |

| 飽田FCレディース | 0 - 9 | 鈴与清水FCラブリーレディース |
|                  |       |                              |

| 国立西が丘サッカー場 |

### 準々決勝
| 1991年3月28日 12:00 |

| 読売サッカークラブ女子・ベレーザ | 6 - 0 | 太田ギャル |
|                                  |       |            |

| 国立西が丘運動場 |

| 1991年3月28日 12:00 |

| 新光精工FCクレール | 0 - 1 | 日興證券ドリームレディース |
|                    |       |                            |

| 国立西が丘サッカー場 |

| 1991年3月28日 13:30 |

| プリマハムFCくノ一 | 2 - 1 | 高槻女子フットボールクラブ |
|                    |       |                            |

| 国立西が丘サッカー場 |

| 1991年3月28日 13:30 |

| 田崎真珠神戸FCレディース | 0 - 2 | 鈴与清水FCラブリーレディース |
|                          |       |                              |

| 国立西が丘運動場 |

### 準決勝
| 1991年3月30日 13:00 |

| 読売サッカークラブ女子・ベレーザ | 0 - 0 (延長) | 日興證券ドリームレディース |
|                                  |              |                            |
|                                  | PK戦         |                            |
|                                  | 2 - 4        |                            |

| 国立西が丘サッカー場 |

| 1991年3月30日 15:00 |

| プリマハムFCくノ一 | 0 - 1 | 鈴与清水FCラブリーレディース |
|                    |       |                              |

| 国立西が丘サッカー場 |

### 決勝
| 1991年3月31日 14:00 |

| 日興證券ドリームレディース | 3 - 3 (延長) | 鈴与清水FCラブリーレディース |
|                            |              |                              |
|                            | PK戦         |                              |
|                            | 4 - 1        |                              |

| 国立西が丘サッカー場 |